# Sistema electoral proporcional

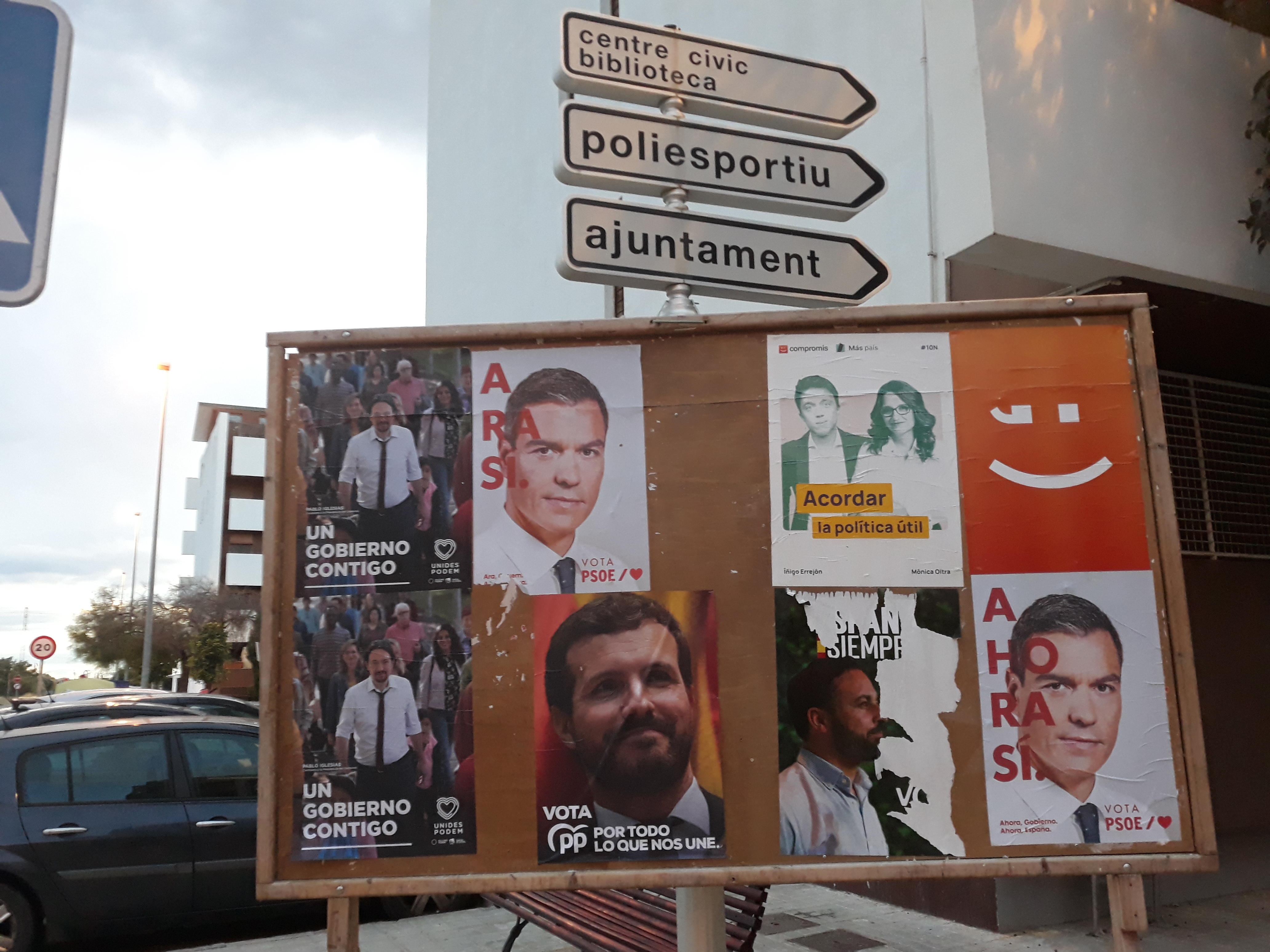
Carteles electorales de algunas de las candidaturas presentadas en la cirunscripción de Valencia en las elecciones generales de España de noviembre de 2019 (imagen tomada en Massalfassar). Los sistemas electorales proporcionales favorecen el multipartidismo.

El sistema electoral proporcional (también conocido como sistema de representación proporcional, principio de representación proporcional o escrutinio proporcional plurinominal) es uno de los dos grandes tipos de sistemas electorales, en el que el porcentaje de votos que reciben las candidaturas se traduce en un porcentaje similar del número de escaños que les son asignados en el órgano electo. El otro gran tipo es el sistema electoral mayoritario en el que existe una gran diferencia entre la proporción de los votos obtenidos y la proporción del número de escaños. Este último privilegia la gobernabilidad sobre el pluralismo político, lo contrario de lo que ocurre en el sistema proporcional.
La forma utilizada más común es la representación proporcional con listas de candidatos. Los partidos políticos presentan una lista a la cual se le asignan escaños de acuerdo al porcentaje de votos que obtengan, aplicando diversas fórmulas electorales. Otra forma es el voto único transferible en el que se presentan candidaturas unipersonales en circunscripciones plurinominales y no listas de partidos (cada elector vota por un candidato y al mismo tiempo señala su orden de preferencias respeto al resto de candidatos; para la distribución de escaños se utiliza el Cociente Droop).

## Definición
Si se opta por definir la proporcionalidad como una característica que se tiene o no se tiene, se habla de sistema proporcional cuando, en caso de que una parte de los electores vote en bloque del mismo modo, obtienen como mínimo un número de representantes que difieren en menos de la unidad de la parte proporcional exacta que les correspondería.
Si se opta por definir la proporcionalidad como un grado, se habla entonces de sistemas electorales más o menos proporcionales. Para clasificarlos, existen diferentes índices de proporcionalidad.

## Tipos
Utilizando la fórmula electoral como criterio fundamental se pueden distinguir los siguientes tipos: 
- Voto único transferible (Irlanda, Malta)
- Fórmulas de resto mayor
  - Cociente Hare (Alemania),
  - Cociente Droop (Irlanda, Malta)
  - Cociente Imperiali (Italia)
  - Cuota Hagenbach-Bischoff (Suiza, Luxemburgo)
- Fórmulas de la media más elevada
  - Sistema D'Hont (España, Portugal, Bélgica, Países Bajos, Israel, Argentina, Finlandia)
  - Fórmula de Sainte-Laguë (Dinamarca)
  - Fórmula de Sainte-Laguë modificada (Suecia, Noruega)

## Países
| Países con sistema electoral proporcional | Países con sistema electoral proporcional | Países con sistema electoral proporcional | Países con sistema electoral proporcional | Países con sistema electoral proporcional | Países con sistema electoral proporcional |
|                                           | Circunscripción electoral                 | Forma de la candidatura                   | Estructura del voto                       | Barrera electoral                         | Fórmula electoral                         |
| ----------------------------------------- | ----------------------------------------- | ----------------------------------------- | ----------------------------------------- | ----------------------------------------- | ----------------------------------------- |
| España                                    | Plurinominal                              | Listas cerradas y bloqueadas              | Voto único                                | 3 %                                       | Sistema D'Hondt                           |
| Suecia                                    | Plurinominal                              | Listas cerradas desbloqueadas             | Voto preferencial                         | 4 % (12 % en una circunscripción)         | Método Sainte-Laguë                       |
| Israel                                    | Plurinominal (única)                      | Listas cerradas y bloqueadas              | Voto único                                | 3,25 %                                    | Sistema D'Hont                            |
| Países Bajos                              | Plurinominal (única)                      | Listas cerradas y bloqueadas              | Voto único                                | -                                         | Sistema D'Hont                            |
| Argentina (Cámara de Diputados)           | Plurinominal                              | Listas cerradas y bloqueadas              | Voto único                                | 3 %                                       | Sistema D'Hont                            |
| Irlanda                                   | Plurinominal                              | Candidatura unipersonal                   | Voto único transferible                   | -                                         | Cociente Droop                            |

## Ventajas y desventajas

### Ventajas
Las ventajas más a menudo citadas de los sistemas proporcionales son:
- Facilitar el acceso de los partidos minoritarios a los escaños. A menos que el umbral sea excesivamente alto, o la magnitud del distrito sea inusualmente baja, cualquier partido político con incluso un pequeño porcentaje de los votos puede obtener representación en la legislatura.
- Da lugar a muy pocos "votos desperdiciados". Cuando los umbrales son bajos, casi todos los votos emitidos en las elecciones de relaciones públicas van hacia la elección de un candidato de elección.
- Son distintos los tamaños de territorios y el número de personas, por lo tanto se puede cambiar el número de representantes.

En el último punto, hay un buen convenio o arreglo para sugerir que las mujeres son probablemente más elegidas en los distritos plurinominales. Los grupos étnicos, religiosos y lingüísticos tienden también a ser mejor representados en los distritos plurinominales porque los partidos políticos se esfuerzan para que en general, exista un equilibrio cuando se seleccionan los candidatos. Las consecuencias de los distritos plurinominales son menos ciertas, de todas formas, para un grupo que está concentrado dentro de un territorio dado. En los Estados Unidos, en particular, las personas de color y los hispanos son probablemente elegidos desde un distrito uninominal, en gran parte porque la Ley de los Derechos del Ciudadano, promueve la creación de los distritos donde predominen esas minorías raciales o étnicas. Para una discusión más detallada del empleo de los distritos uninominales y la representación de las minorías en los Estados Unidos, ver Estados Unidos: Minorías Étnicas y Distritos Uninominales.

### Desventajas
Las primeras desventajas de los sistemas proporcionales son:
- Se quita la relación entre representante y elector. Se elimina el principio representativo.
- Los electores son incapaces para hacer cumplir la responsabilidad al sacar a un partido del poder o a un candidato en particular. Bajo este sistema, puede ser muy difícil eliminar a un partido de cierta idelogía de tamaño razonable. Cuando los gobiernos suelen ser coaliciones, algunos partidos políticos siempre están presentes en el gobierno, a pesar de los débiles resultados electorales de vez en cuando. El Partido Democrático Libre (FDP) en Alemania fue miembro de la coalición gobernante durante todos menos ocho de los 50 años desde 1949 hasta 1998, aunque nunca obtuvo más del 12 por ciento de los votos.
- Partidos pequeños que obtienen una cantidad desproporcionadamente grande de poder. Los partidos grandes pueden verse obligados a formar coaliciones con partidos mucho más pequeños, dando a un partido que solo cuenta con el apoyo de un pequeño porcentaje de los votos el poder de vetar cualquier propuesta que provenga de los partidos más grandes.
- Dificultades para que los votantes entiendan o para que la administración electoral implemente las reglas a veces complejas del sistema. Algunos sistemas proporcionales se consideran más difíciles que los sistemas no proporcionales.
- Los elegidos a menudo dependen mucho más para la reelección de las decisiones del liderazgo del partido y, por lo tanto, tienen más probabilidades de satisfacer los intereses de este liderazgo que sus propios distritos.[6]
- Generalmente le otorga un gran poder en los jefes de los partidos ya que pueden decidir qué candidatos tendrán posiciones favorables en las listas de los partidos y, por lo tanto, tienen mejores posibilidades de ser elegidos.[7] Esto le habilita a las cúpulas de partido a dar instrucciones a los miembros de su partido, y las decisiones importantes se toman fuera de las cámaras legislativas.[8]
- Una fragmentación desestabilizadora del sistema de partidos. Es posible que el pluralismo extremo permita que pequeños partidos minoritarios mantengan a grandes partidos para rescatar en negociaciones de coalición. A este respecto, la inclusión de la representación proporcional se cita como un inconveniente del sistema. En Israel, por ejemplo, los partidos religiosos extremistas son a menudo cruciales para la formación de un gobierno, mientras que Italia soportó muchos años de inestables gobiernos de coalición cambiante.

La fortaleza de los distritos plurinominales se encuentra en su habilidad para generar una representación mucho más equilibrada, tanto para los grupos tradicionalmente subrepresentados tales como mujeres y minorías étnicas y para los partidos políticos. El grado hasta el cual los distritos plurinominales son capaces de hacer esto, a menudo, depende en ambos casos de la magnitud de los distritos y de las reglas de votación empleadas. La gran magnitud de un distrito, es el resultado más proporcional de la elección para los partidos políticos. También son materia las reglas de votación, de cualquier modo - que la votación en bloque dentro de los distritos plurinominales, producirán actualmente una mayor distorsión electoral que el pluralista sistema del primero gana el puesto en los distritos uninominales. Solamente los distritos plurinominales con grandes magnitudes y alguna forma de voto proporcional producirán consistentemente resultados electorales proporcionales.

## Comparación entre los sistemas electorales mayoritario y proporcional
El debate sigue abierto sobre cuál de los dos grandes tipos de sistemas electorales es mejor, aunque existe cierto consenso en considerar que el sistema electoral mayoritario privilegia la gobernabilidad sobre el pluralismo político, mientras que en el proporcional ocurre lo contrario. Pero como ha señalado Xavier Torrens ambos sistemas «tienen aspectos positivos y negativos». «En última instancia, los sistemas electorales son el resultado de las circunstancias históricas que rodean un sistema político determinado, de los intereses partidistas según la correlación de fuerzas existente y de la concepción que subyace sobre la democracia», añade Torrens.
En el cuadro siguiente se especifican los aspectos positivos de cada uno de los dos sistemas, según Xavier Torrens:
| Determina con gran claridad a qué partido le corresponde el Gobierno                              | Proporciona al votante mayor cantidad de opciones por lo que incentiva el voto sincero en detrimento del voto útil.                         |
| Impide una excesiva fragmentación parlamentaria                                                   | Refleja el pluralismo político y la complejidad de la sociedad sin que ningún sector social quede excluido.                                 |
| Favorece la estabilidad del Gobierno, evitando las crisis parlamentarias                          | Facilita las situaciones de poder compartido y coaliciones de gobierno y favorece el control parlamentario del Gobierno desde la oposición. |
| Los representantes tiene mayor capacidad de iniciativa individual en relación a su propio partido | Ofrece mayor grado de competitividad política y favorece el surgimiento de nuevos partidos.                                                 |
| Se gobierna según la voluntad de la mayoría.                                                      | Se da al ciudadano mayor poder de decisión y una mayor libertad individual, por lo que incentiva la participación política.                 |
| Tiende a evitar el extremismo, favoreciendo los partidos centristas y catch-all party             | Respeta mejor los derechos y la representación de las minorías.                                                                             |